# Bagno Mostki

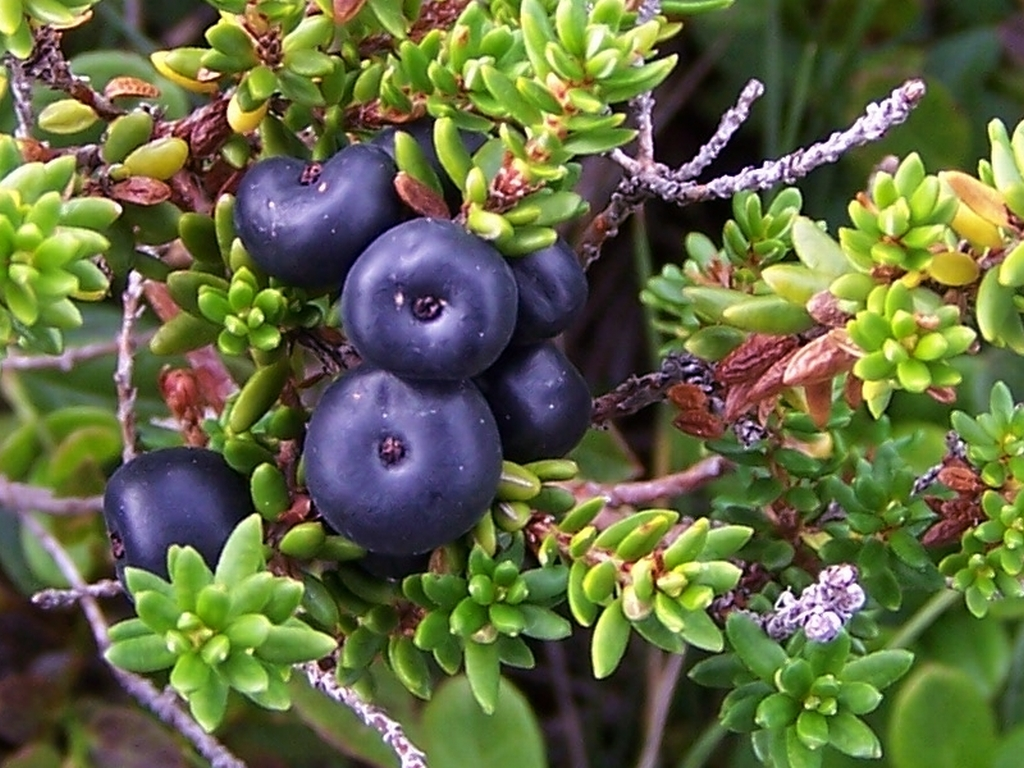
Bażyna czarna

Rezerwat przyrody Bagno Mostki – torfowiskowy rezerwat przyrody utworzony w 1996 roku. Położony jest w gminach Zbiczno i Kurzętnik na północ od miejscowości Zastawie (na granicy województw kujawsko-pomorskiego i warmińsko-mazurskiego), na terenie Nadleśnictwa Brodnica.
Swoim zasięgiem obejmuje obszar lasu i torfowisk o powierzchni 135,05 ha, 35,18 ha znajduje się w województwie warmińsko-mazurskim, a 99,87 ha w województwie kujawsko-pomorskim. Ochronie podlega ciąg bezodpływowych zagłębień terenowych z torfowiskami przejściowymi i wysokimi będący ostoją ptactwa.
Występują tu między innymi rzadkie gatunki roślin, w tym reliktowa bażyna czarna, oraz siedliska takich ptaków jak żuraw.